# CO2-Kompensationspunkt
Der CO2-Kompensationspunkt (Γ) einer Pflanze gibt an, ab welcher Kohlenstoffdioxidkonzentration, speziell in den Interzellularen des Blattes, die CO2-Aufnahme (Photosynthese) und CO2-Abgabe (Atmung, Photorespiration) im Gleichgewicht stehen. Über diesem Wert findet damit eine Netto-Photosynthese statt und damit ein Kohlenstoffgewinn. Darunter überwiegt die Atmung, so dass die Pflanze in der Bilanz Kohlenstoff verliert. Im Gleichgewicht findet damit kein CO2-Nettofluss statt.
Γ hängt stark von der Temperatur und dem Weg der CO2-Fixierung ab (C3- oder C4-Pflanze).

## Hintergrund

Abhängigkeit der Photosyntheserate von der CO_{2}-Menge in der Luft bei C_{3}- (grün) bzw. C_{4}-Pflanzen (rot). Der CO_{2}-Kompensationspunkt Γ ist der Schnittpunkt mit der Abszisse. Dieser ist bei C_{4}-Pflanzen niedriger als bei C_{3}-Pflanzen.

Die Photosynthese ist von einigen abiotischen Faktoren abhängig, die sich auch gegenseitig beeinflussen. Dabei gilt das Gesetz des Minimums: Wenn einer der Faktoren begrenzend wird, drosselt er das gesamte System.
Einer dieser Faktoren ist die CO2-Konzentration, da in der Photosynthese Kohlenstoffdioxid fixiert wird. Unter der Voraussetzung, dass die Lichtmenge hoch genug ist und nicht selbst zum limitierenden Faktor wird, hat man beobachtet, dass die Photosyntheseleistung steigt, wenn die CO2-Konzentration der umgebenden Atmosphäre erhöht wird. Dieser Prozess ist limitiert – die Photosyntheserate folgt einer Sättigungskurve, so dass bei ausreichend hohen Konzentrationen keine Steigerung beobachtet wird. Umgekehrt übersteigt die Kohlenstoffdioxidfreisetzung der Atmung und der Photorespiration die CO2-Fixierung der Photosynthese, falls die CO2-Konzentration zu stark abfällt. Der Punkt, an dem beide Prozesse im Gleichgewicht ablaufen, nennt man den CO2-Kompensationspunkt.
Für die Betrachtung der CO2-Abhängigkeit ist die interne CO2-Konzentration des Blattes, insbesondere in den Interzellularen, maßgeblich. Diese hängt natürlicherseits von der atmosphärischen CO2-Konzentration sowie verschiedenen pflanzeninternen Faktoren ab.

## C3-Pflanzen
Für die meisten höheren Pflanzen liegt der CO2-Kompensationspunkt zwischen 30 und 60 µl/l (entspricht etwa 10–20 % der natürlichen CO2-Konzentration der Luft, etwa bei 0,005–0,010 Vol.-% CO2). Die Sättigung wird bei etwa 0,05–0,10 Vol.-% CO2 erreicht.

## C4-Pflanzen
C4-Pflanzen verfügen über einen energiebetriebenen, internen CO2-Anreicherungsmechanismus. Damit sind die Γ-Werte dieser Pflanzen sehr viel niedriger als bei C3-Pflanzen (< 0,001 Vol.-%).

## Bedeutung
Die Höhe des CO2-Kompensationspunktes gibt die Effektivität der Photosyntheseleistung wieder. Ist Γ niedrig, so wird eine CO2-Fixierung gegenüber der Abgabe effektiv betrieben – das Blatt zeigt damit eine hohe Affinität gegenüber CO2. Dagegen bedeutet ein hohes Γ, dass die Effektivität der CO2-Aufnahme gering ist.
Bei steigenden Temperaturen kommen verstärkt die Effekte der Photorespiration bei C3-Pflanzen zum Tragen, die den Kohlenstoffgewinn mindern. Gegenüber C3-Pflanzen, gerade bei Temperaturen oberhalb von 25 °C, genießen C4-Pflanzen aufgrund der aktiven CO2-Anreicherung einen ökophysiologischen Vorteil. Daher sind sie in warmen und heißen Klimazonen weitaus weiter verbreitet als C3-Pflanzen.

## Belege
1. ↑  Peter Schopfer und Axel Brennicke: Pflanzenphysiologie. 7. Auflage, Spektrum Akademischer Verlag, 2010, ISBN 978-3827423511, S. 258.
2. ↑  Ulrich Lüttge und Manfred Kluge: Botanik - Die einführende Biologie der Pflanzen. 6. aktualisierte Auflage, Wiley-VCH, 2012, ISBN 978-3527331925, S. 497.
3. 1 2  Ulrich Lüttge,  Manfred Kluge: Botanik - Die einführende Biologie der Pflanzen. 6. aktualisierte Auflage, Wiley-VCH, 2012, ISBN 978-3527331925, S. 498.